# Цифровое ипотечное кредитование
Цифровое ипотечное кредитование — совокупность процессов документооборота позволяющих проводить сделки ипотечного кредитования онлайн. Цифровая ипотека предполагает, что все стадии ипотечной сделки проходят онлайн — начиная от заполнения заявки и заканчивая подписанием документации цифровой подписью.

## США
В Соединенных Штатах Америки законодательные изменения, позволяющие подписывать документы электронной подписью, были приняты ещё в начале 2000 года, но как такового массового применения в сфере ипотечного кредитования до 2018 года не нашли. Доля электронных закладных до 2018 года составляла не более 1 % от всего ипотечного портфеля, по состоянию на 15 сентября 2021 года зарегистрировано более 1,3 млн электронных закладных (около 5 % от всего ипотечного портфеля, выдаваемого в течение года). Регистрацией и хранением электронных закладных занимается коммерческая организация, созданная Ассоциацией ипотечных банков США — MERS eRegisrty, созданная в 1995 году.
Регистрация электронных закладных приняла массовый характер в Америке в 2018 году, это началось с того момента, когда американская компания Quicken Loans, крупнейший розничный ипотечный онлайн-кредитор, в 2015 году реализовала полный цикл ипотечного кредитования в цифровом формате. Среди кредиторов — участников системы MERS eRegistry присутствуют следующие крупные игроки ипотечного рынка и банки: Fannie Mae, Freddie Mac, Ginnie Mae, Quicken Loans, United Wholesale Mortgage, Well Fargo, Fairway, Credit Depot, Caliber Home Loans, Bank of America, TD Bank, Ally, Black Knight, eOriginal, Chase.
В январе 2021 года Ginnie Mae размещён пилотный выпуск ипотечных ценных бумаг, ипотечное покрытие которых сформировано из электронных закладных, объёмом 24 млн долларов.

## Великобритания
В Великобритании правовая основа для предоставления права собственности на землю в цифровом формате с использованием электронных документов с электронными подписями была подготовлена в 2002 году, в 2008 году в рамках Закона о регистрации земли были приняты Правила электронной передачи права собственности, которые разрешили полностью электронную ипотеку с электронными подписями. Первая запись о регистрации электронной закладной (ипотеке) датирована 8 апреля 2018 года, регистрация и учёт осуществляется Земельным регистром Англии и Уэльса.
По данным, имеющимся в открытом доступе, по состоянию на конец февраля 2020 года было зарегистрировано более 7 тыс. электронных закладных. Участниками, в том числе в качестве кредитора или цифровой платформы, которые используют электронную регистрацию, являются Atom Bank, Barclays, Clydesdale Yorkshire Banking Group, Coventry Building Society, HSBC, Metro Bank, Molo Finance, Nationwide and The Mortgage Works, Principality Building Society, RBS and NatWest, Santander, Skipton Building Society, TSB Bank, West Bromwich Building Society.
Выпуски ипотечных ценных бумаг, ипотечное покрытие которых составляют электронные закладные, на 2021 год в стране отсутствуют, накапливается портфель электронных закладных.

## Австралия
В Австралии процесс цифровой трансформации ипотечной сферы начался в 2014 году, но основной виток развития состоялся во время пандемии 2020 года, в отдельных штатах страны приняты правила, позволяющие использовать электронное подписание для всех документов ипотечной сделки, а также удалённую регистрацию ипотечной сделки в реестре, другие штаты на 2021 год не приняли соответствующие изменения в законодательстве, позволяющие использовать цифровые сервисы. В декабре 2020 года состоялось объединение крупнейшего по портфелю ипотечных кредитов государственного Австралийского банка содружества и австралийского цифрового сервиса Lendi, что позволит увеличить объёмы выдачи ипотечных кредитов в электронном формате.
Выпуски ипотечных ценных бумаг, обеспеченные электронными закладными, не осуществлялись.

## Россия
В Российской Федерации понятие электронной закладной появилось в законодательстве с принятием 1 июля 2018 года изменений в Федеральный закон «Об ипотеке». Электронная закладная — это бездокументарная ценная бумага, которая удостоверяет права кредитора по ипотечному кредиту, в том числе право залога на имущество, обременённое ипотекой, и электронном документе в формате xml, который подписывается электронной подписью залогодателя, должника, кредитора и отправляется в Росреестр. Государственный регистратор присваивает номер закладной, вносит в неё информацию об ипотеке, заверяет своей подписью и передаёт в депозитарий для учёта и хранения.
Первые электронные закладные в России выданы в августе 2018 года, первичным кредитором выступили АО «Банк ДОМ.РФ» и ПАО «Сбербанк».
По итогам 2020 года в России:
— выдано ипотечных кредитов на общую сумму около 4,3 трлн рублей, из которых около 3 трлн рублей — на вторичном рынке жилья (с оформлением закладных) и около 1,3 трлн рублей — на первичном рынке жилья (без оформления закладных);
— выпущено около 44 тыс. электронных закладных, около 95 % таких закладных оформлены ПАО «Сбербанк»;
— АО «ДОМ.РФ» совместно с ПАО «Сбербанк» впервые на российском рынке разместили два выпуска облигаций, ипотечное покрытие которых было полностью сформировано из электронных закладных. Облигации обеспечены поручительством АО «ДОМ.РФ», объём выпусков составил 47 млрд рублей.
Таким образом, доля электронных закладных в общем портфеле ипотечных кредитов, выданном за 2020 год, составила около 2,5 %, что ниже аналогичного показателя в США в два раза. При этом пилотный выпуск облигаций с ипотечным покрытием из электронных закладных с ПАО «Сбербанк» превосходит в 25 раз дебютный выпуск ипотечных ценных бумаг, обеспеченных электронными закладными, американской организации Ginnie Mae.
По состоянию на 15 сентября 2021 года Росреестром оформлено уже более 103 тыс. электронных закладных. В большинстве случаев банки напрямую взаимодействуют с Росреестром по электронной регистрации (осуществляют подготовку комплекта документов, подписывают его и передают в Росреестр). Некоторые банки пользуются услугами специализированных цифровых платформ. Основные участники ипотечного рынка не только внедрили оформление электронных закладных, а также но и реализовали полный цикл ипотечного кредитования в цифровом формате, включая мероприятия по закрытию ипотеки — погашению записи об ипотеке в Росреестре.
Электронная регистрация в России появилась с введением соответствующих изменений в законодательство в 2015 году, но триггером к её массовому применению послужила пандемия COVID-19. Так, на начало 2020 года доля электронной регистрации ипотеки в РФ составляла около 9 %, к концу 2020 года этот показатель уже составил по экспертным оценкам 45 %, и у Росреестра имеются планы довести до конца 2021 года долю электронной регистрации ипотечных сделок в общем объёме до 80 %. К середине 2021 года при получении кредита у заёмщика имеется возможность пройти все этапы дистанционно и подписать все необходимые документы в электронном виде электронной подписью.
На этапе сопровождения ипотечной сделки в случае необходимости внести изменения в закладную со стороны заёмщика все требующиеся действия также могут быть совершены удалённо. Снять с жилья залог в Росреестре может кредитор дистанционно и без участия заёмщика. Получение необходимых выписок и справок по ипотечному кредитному договору осуществляется с использованием интернет-банка или мобильной версии приложения кредитной организации (то есть справки и документы предоставляются банком в адрес клиента через мобильное приложение и доступны в режиме онлайн).

### Цифровой профиль
Начиная с мая 2020 года совместно Банком России и Министерством цифрового развития, связи и массовых коммуникаций реализуется проект «Цифровой профиль». «Цифровой профиль» — это единый сервис, объединяющий более 30 различных сведений о физическом лице, сформированных и обновляемых из других источников (регистров) информации (ФНС, МВД, Росреестр, ПФР и другие государственные органы), в планах — расширение списка таких сведений.
«Цифровой профиль» предусматривает обязательный запрос согласия клиентов (пользователей) для доступа к их сведениям и использование сведений о клиенте банками, страховыми компаниями.
С использованием данного сервиса пользователь может удалённо подать на сайте банка заявку на ипотечный кредит (без предоставления документов в бумажном виде), используя сведения из «Цифрового профиля»: информация о клиенте на сайте банка заполняется автоматически, тем самым сокращаются временные затраты клиента и исключается риск ввода ошибочной информации при условии согласия на предоставление такой информации, при этом клиент впоследствии может отозвать ранее предоставленное согласие, тем временем банк, сокращая своё время и операционные расходы, осуществляет скорринговые процедуры данного клиента в режиме онлайн на основании совокупности всех сведений, содержащихся в «Цифровом профиле».
В случае внесения изменений о клиенте одним из государственных органов информация о нём автоматически обновляется в «Цифровом профиле» такого клиента через систему межведомственного электронного взаимодействия (автоматизированное получение и хранение данных о физических лицах посредством «единого окна»). Данный проект в настоящий момент проходит масштабное тестирование, участие в котором принимают Банк ДОМ.РФ, ПАО «Сбербанк», «Совкомбанк», АК «Барс», Банк ВТБ, СКБ-Банк, «Русский Стандарт», ВСК, «Райффайзенбанк» и другие, к сервису также планируется подключение МФО, предполагается, что эксперимент продлится до конца 2021 года.

### Единая биометрическая система
Единая биометрическая система, запущенная в июне 2018 года, — это цифровая платформа, позволяющая удалённо осуществлять идентификацию человека по его биометрическим характеристикам (система для идентификации использует одновременно два параметра — голос и лицо (фотоизображение лица человека), а также логину и паролю человека в Единой системе идентификации и аутентификации, тем самым исключая риск мошеннических действий (например, получение кредита по украденному или подложному паспорту).
Проект создан по инициативе Банка России и Министерства цифрового развития, связи и массовых коммуникаций. С помощью Единой биометрической системы клиент может, не покидая дома, открывать банковские счета, получать кредиты и осуществлять денежные переводы, система позволяет пройти идентификацию всего один раз (банк соберёт биометрические данные — фото и запись голоса — и отправит их в Единую биометрическую систему) и получить доступ к банковским услугам удалённо в любом банке, предлагающем продукты через систему удалённой идентификации.
По состоянию на сентябрь 2021 года к Единой биометрической системе подключено около 230 из 438 кредитных учреждений, уполномоченных Единой биометрической системой на работу с биометрическими данными. Применение биометрической системы востребовано и в нефинансовой сфере, так, например, в марте 2021 года премьер-министр Михаил Мишустин подписал постановление Правительства РФ, согласно которому вузам разрешили проводить экзамены в дистанционном формате с применением биометрии (для этого потребуется согласие самого студента и принятие решения вузом о возможности сдачи экзаменов в таком формате).

### Усиленная квалифицированная электронная подпись
Ещё одной цифровой инновацией стала возможность выпустить Усиленную квалифицированную электронную цифровую подпись (УКЭП) в сертифицированном мобильном приложении за 10 минут без личного посещения офиса удостоверяющего центра. Такая подпись имеет юридическую силу, аналогичную собственноручной подписи, и позволяет подписывать все электронные документы, которые будут предоставлены человеку для подписания. В середине 2021 года данная инициатива реализуется совместно с ПАО «Сбербанк». Для получения такой подписи требуется паспорт гражданина РФ, заграничный биометрический паспорт, смартфон с функцией NFC, номер СНИЛС и ИНН, а также непосредственный доступ в мобильное приложение ПАО «Сбербанк».
Правительством РФ в 2022 году планируется привлекать к процессу цифровизации выдачи ипотечных кредитов новых участников ипотечного процесса, например, органы опеки и попечительства, чьё разрешение требуется в рамках реализации ипотечных программ, направленных на поддержку семей с детьми. Согласие органов опеки и попечительства в рамках ипотечных сделок требуется получать, если затрагиваются имущественные интересы собственников объекта недвижимости — несовершеннолетних детей. По состоянию на конец 2021 года процесс получения согласия органов опеки выглядит достаточно сложным: предоставление значительного количества документов в бумажном виде, а также занимает длительный промежуток времени (посещение органов опеки, процесс согласования о выдаче согласия и получение самого согласия). За счёт планируемых изменений процесс получения такого согласия переведут в электронный (удалённый) формат, когда взаимодействие между участниками процесса будет осуществляться посредством системы межведомственного электронного взаимодействия, что позволит значительно сократить временные и операционные затраты всех сторон процесса, а также исключить предоставление документов в бумажном формате.

### Платформа «Мастерчейн»
Глобальной инициативой с точки зрения цифровизации в России ипотечных сделок может стать первая платформа по выдаче электронных закладных на блокчейне, основой которой является технология распределённого реестра — российская блокчейн-платформа «Мастерчейн». Разработкой занимаются совместно ДОМ.РФ, Банк России, Министерство цифрового развития, связи и массовых коммуникаций, Росреестр и Ассоциация «ФинТех».
Использование новой платформы обеспечит «бесшовность» процесса работы с электронными закладными, сократит сроки постановки закладных на депозитарный учёт, создаст безопасную доверенную среду для работы с электронными закладными, повысит стабильность работы систем Росреестра и оборачиваемость закладных. Использование новой платформы позволит участникам ипотечного рынка быстрее полностью перейти на электронные закладные. Через «Мастерчейн» в апреле-мае 2021 года были проведены пилотные тестовые сделки с оформлением закладных с использованием обезличенных данных (то есть сделки не имели юридической силы). Старт проекта с реальными сделкам должен начаться не позднее 1 декабря 2021 года и завершиться к октябрю 2022 года.